# San Antonio Sahcabchén
San Antonio Sahcabchén, eller bara Sahcabchén, är en ort i kommunen Dzitbalché i delstaten Campeche i Mexiko. Det är kommunens fjärde största ort sett till invånare. San Antonio Sahcabchén ligger strax väst om Dzitbalché och Bacabchén och hade 1 858 invånare vid den senaste officiella folkräkningen i Mexiko 2010.